# Muang Viangthong (distrikt i Bolikhamsai)
Muang Viangthong är ett distrikt i Laos.   Det ligger i provinsen Bolikhamsai, i den centrala delen av landet, 200 km öster om huvudstaden Vientiane.